# Saint-Michel-sur-Loire
Saint-Michel-sur-Loire és un municipi francès, situat al departament de l'Indre i Loira i a la regió de Centre – Vall del Loira. L'any 2007 tenia 580 habitants.

## Demografia

### Població
El 2007 la població de fet de Saint-Michel-sur-Loire era de 580 persones. Hi havia 229 famílies, de les quals 52 eren unipersonals (26 homes vivint sols, i 26 dones vivint soles), 75 parelles sense fills, 91 parelles amb fills i 11 famílies monoparentals amb fills.
La població ha evolucionat segons el següent gràfic:
Habitants censats

### Habitatges
El 2007 hi havia 290 habitatges, 236 eren l'habitatge principal de la família, 28 eren segones residències i 26 estaven desocupats. 278 eren cases i 6 eren apartaments. Dels 236 habitatges principals, 188 estaven ocupats pels seus propietaris, 45 estaven llogats i ocupats pels llogaters i 3 estaven cedits a títol gratuït; 2 tenien una cambra, 12 en tenien dues, 39 en tenien tres, 64 en tenien quatre i 119 en tenien cinc o més. 181 habitatges disposaven pel capbaix d'una plaça de pàrquing. A 97 habitatges hi havia un automòbil i a 128 n'hi havia dos o més.

### Piràmide de població
La piràmide de població per edats i sexe el 2009 era:
| Homes | Edats   | Dones |
| ----- | ------- | ----- |
| 0     | 95 o +  | 0     |
| 0     | 90 a 94 | 0     |
| 0     | 85 a 89 | 4     |
| 0     | 80 a 84 | 4     |
| 4     | 75 a 79 | 4     |
| 12    | 70 a 74 | 20    |
| 12    | 65 a 69 | 12    |
| 20    | 60 a 64 | 8     |
| 16    | 55 a 59 | 12    |
| 24    | 50 a 54 | 24    |
| 28    | 45 a 49 | 16    |
| 12    | 40 a 44 | 20    |
| 4     | 35 a 39 | 16    |
| 16    | 30 a 34 | 16    |
| 32    | 25 a 29 | 20    |
| 24    | 20 a 24 | 16    |
| 24    | 15 a 19 | 20    |
| 4     | 10 a 14 | 4     |
| 4     | 5 a 9   | 8     |
| 12    | 0 a 4   | 32    |

## Economia
El 2007 la població en edat de treballar era de 356 persones, 270 eren actives i 86 eren inactives. De les 270 persones actives 249 estaven ocupades (125 homes i 124 dones) i 21 estaven aturades (9 homes i 12 dones). De les 86 persones inactives 43 estaven jubilades, 11 estaven estudiant i 32 estaven classificades com a «altres inactius».

### Ingressos
El 2009 a Saint-Michel-sur-Loire hi havia 255 unitats fiscals que integraven 622,5 persones, la mediana anual d'ingressos fiscals per persona era de 16.399 €.

### Activitats econòmiques
Dels 17 establiments que hi havia el 2007, 5 eren d'empreses de construcció, 4 d'empreses de comerç i reparació d'automòbils, 1 d'una empresa de transport, 2 d'empreses d'hostatgeria i restauració, 2 d'empreses immobiliàries, 2 d'empreses de serveis i 1 d'una empresa classificada com a «altres activitats de serveis».
Dels 6 establiments de servei als particulars que hi havia el 2009, 1 era una oficina de correu, 1 paleta, 1 guixaire pintor, 1 fusteria i 2 lampisteries.
L'any 2000 a Saint-Michel-sur-Loire hi havia 13 explotacions agrícoles que ocupaven un total de 124 hectàrees.

## Equipaments sanitaris i escolars
El 2009 hi havia una escola elemental integrada dins d'un grup escolar amb les comunes properes formant una escola dispersa.

## Poblacions més properes
El següent diagrama mostra les poblacions més properes.